# Сам'яма
Сам'я́ма (санскр. संयम saṃ-yama) — езотеричний термін, що позначає фіксацію розуму на одній думці чи предметі через поєднання зосередження, споглядання та розчинення у єдності (див. відповідно Дхарана, Дх'яна та Самадхі), що неперервно слідують одне за одним. Один із способів освідомлення реальності у йозі. Дозволяє розкрити істинну суть речей при поглибленні зосередження на них.
Триєдина сам'яма охоплює, відповідно, три верхніх щаблі раджа-йоги. Детально описана в «Йога-сутрах» Патанджалі.